# Éld az életem!
Az Éld az életem! (eredeti cím: ¿Quién es quién?) 2015 és 2016 között készített amerikai telenovella, amelyet a Telemundo készített. A főszerepekben Eugenio Siller, Danna Paola,  Kimberly Dos Ramos, Laura Flores, Jonathan Islas és Carlos Espejel látható. Amerikai Egyesült Államokban 2015. október 26-ától a Telemundo vetíti, Magyarországon 2016. augusztus 15-étől az Izaura TV sugározza.

## Történet
A napsütötte Los Angelesben él a gazdag Leonardo Fuentemayor és a szegény Pedro Pérez González. Ikertestvérek, azonban egyikük sem tud a másik létezéséről. Amikor útjaik keresztezik egymást, véletlenül felcserélik őket és Leonardo elfeled mindent, így elszabadul a pokol. Ezután a szoknyapecér, kissé szórakozott Pedrónak kell vezetnie a Fuentemayorok vállalatát, a komoly Leonardónak pedig a González család pinata boltját a piacon. Pedrónak kell feleségül vennie Fernandát, aki valójában a rivális család sarja, Leonardónak pedig Cocót, a lányt, aki kihasználja, hogy a fiú nem emlékszik semmire...

## Szereplők

### Főszereplők
| Színész(nő)           | Szerepnév                                   | Megjegyzés | Magyar hang         |
| --------------------- | ------------------------------------------- | --- | ------------------- |
| Eugenio Siller        | Pedro "Perico" Pérez / Leonardo Fuentemayor | Inés fia, Yesenia testvére, Sara unokája, mariachi/Humberto fia, Connie testvére, Fernanda vőlegénye, vállalkozó | Dévai Balázs        |
| Danna Paola           | Paloma Hernández                            | Pedroba szerelmes,Yesenia barátnője, Cachito anyja                                                               | Bogdányi Titanilla  |
| Kimberly Dos Ramos    | Fernanda Manrique/Isabela Fernanda Blanco   | Leonardo menyasszonya                                                                                            | Vadász Bea          |
| Laura Flores          | Inés González                               | Pedro, Leonardo és Yesenia édesanyja, Jonathan barátnője                                                         | Orosz Anna          |
| Jonathan Islas        | Ignacio Echánove                            | Leonardo álbarátja, Fabiola fia, Connie testvére                                                                 | Szabó Máté          |
| Carlos Espejel        | Basilio Martínez                            | Sofőr | Kapácsy Miklós      |
| Guillermo Quintanilla | Elmer Perez                                 | Yesenia édesapja, Sara fia                                                                                       | Petridisz Hrisztosz |
| Gabriel Valenzuela    | Jonathan García                             | énekes,Inés barátja, Pedro barátja                                                                               | Szatmári Attila     |
| Sandra Destenave      | Fabiola Carbajal                            | Humberto barátnője, Ignacio és Connie anyja                                                                      | Solecki Janka       |
| Fernando Carrera      | Humberto Fuentemayor                        | Leonardo apja, Fabiola párja                                                                                     | Tarján Péter        |
| Marisa del Portillo   | Magdalena                                   | Paloma és Eugenio édesanyja, Justino felesége, Cachito nagymamája, Inés barátnője                                | Szórádi Erika       |
| Maite Embi            | Nora                                        | Házvezető a Fuentemayor-házban                                                                                   | Farkasinszky Edit   |
| Isabella Castillo     | Tania Sierra                                | Connie és Lupita barátnője, szerelmes Eugenioba                                                                  | Csuha Bori          |
| Silvana Arias         | Socorro "Cocó" Sanchėz                      | Pedro rajongója                                                                                                  | Mezei Kitty         |
| Gabriel Rossi         | Rubėn López                                 | Yesenia udvarlója                                                                                                | Joó Gábor           |
| Armando Torrea        | Santiago Blanco                             | Fernanda testvére                                                                                                | Markovics Tamás     |

### Vendég- és mellékszereplők
| Színész(nő)         | Szerepnév                            | Megjegyzés                                                    | Magyar hang           |
| ------------------- | ------------------------------------ | ------------------------------------------------------------- | --------------------- |
| Alex Ruíz           | Terminator "Termi" Maldonado         | Perico és Jonathan barátja.szerelmes Cocóba, mariachi         | Bor László            |
| Oka Giner           | Yesenia Peréz                        | Inés lánya,Sara uokája, Leonardo és Pedro húga                | Molnár Ilona          |
| Ximena Duque        | Clarita / Blanca Altamira            |                                                               | Czető Zsanett         |
| Rubén Morales       | Justino Hernández                    | Magdalena férje, Paloma és Eugenio édesapja, Cachito nagyapja | Barbinek Péter        |
| Isabel Moreno       | Sara Lopez de Perez                  | Leonardo Pedro és Yesenia nagyanyja, Elmer anyja              | Menszátor Magdolna    |
| Kenya Hijuelos      | Ivonne                               | Leonardo titkárnője                                           | Sallai Nóra           |
| Sofía Reca          | Renata Sandoval                      | Leonardo pszichológusa, Daniela testvére                      | Pupos Tímea           |
| Adrian Di Monte     | Eugenio Hernández                    | Magdalena és Justino fia, Paloma bátyja                       | Horváth Gergely       |
| María del Pilar     | Daniela Sandoval                     | Renata testvére, Fernanda legjobb barátnője                   | Köves Dóra            |
| Daniela Wong        | Constanza "Connie" Echánove Carbajal | Fabiola lánya, Ignacio testvére                               | Pekár Adrienn         |
| Daniella Macias     | Guadalupe "Lupita" Miranda           | Pedro rajongója                                               | Dögei Éva             |
| Luz Cipriota        | Madison "Maddie Ramison"             | '                                                             |                       |
| Fernando Pacanins   | Melquiades                           | Főbérlő                                                       | Papucsek Vilmos       |
| Gisella Aboumrad    | Hortencia "Tencha" Ortiz             | '                                                             | Grúber Zita           |
| Ezequiel Montalt    | Armando Samaniego                    | Fabiola szeretője                                             | Király Adrián         |
| Nicolas Maglione    | Salvador "Cachito" Hernández         | Paloma fia                                                    | Straub Martin         |
| Vince Miranda       | Sebastián Gallardo                   | Cachito édesapja                                              | Varga Rókus           |
| Carlos Garin        | Matías Echánove                      | Connie édesapja, Fabiola volt férje                           | Gubányi György István |
| Yamil Sesin         | Edgardo Jarrinton                    | Ignacio bűntársa                                              | Renácz Zoltán         |
| Martha Pabón        | Gwen                                 | Intelligens szoftver                                          |                       |
| Andrés López Sierra | Fermín de la Vega                    | A Fuentemayor család üzlettársa, Leticia férje                |                       |
| Silvia de Esteban   | Leticia de la Vega                   | Fermín felesége                                               | Sági Tímea            |
| Salim Rubiales      | Chuy                                 | Ignacio embere                                                |                       |
| Carlos Gastellum    | Dr. Rafael Belman                    | Santiago orvosa                                               | Holl Nándor           |
| Oriana Sabatini     | Kristi R.W                           | '                                                             |                       |

## Nemzetközi bemutató
| Ország                    | Csatorna  | Első rész           | Utolsó rész      |
| ------------------------- | --------- | ------------------- | ---------------- |
| Amerikai Egyesült Államok | Telemundo | 2015. október 26.   | 2016. április 8. |
| Magyarország              | Izaura TV | 2016. augusztus 14. | 2017. január 27. |